# 문경선
문경선(聞慶線)은 경북선 점촌역에서 문경역을 잇는 한국철도공사의 지선철도 노선이다. 문경탄전의 석탄 수송을 위해 1954년 11월 16일 개통되었으나, 석탄산업이 저물고 여객수요가 줄면서 만성적인 적자노선이 되었다. 1995년 4월 1일 주평역∼문경역 구간은 운행중단되었다가 1999년 1월 임시관광열차로 운행재개했다. 2000년이후 관광열차운행마저 중단되자 주평역 인근의 쌍용양회 공장으로 가는 화물 수송만 지속하였으나, 2011년에는 주평역 등의 완목신호기 사용이 중단되었다. 2018년에는 이 수송마저 중지되면서 문경선은 영업 중지 상태가 되었다.

## 연혁
- 1954년 11월 16일: 점촌 ~ 불정 구간 개통.
- 1955년 9월 15일: 불정 ~ 은성 구간 개통.[2]
- 1959년 2월 1일: 은성역을 가은역으로 역명 변경.
- 1969년 6월 20일: 진남~문경 구간 개통과 함께 진남~가은 구간을 가은선으로 분리.[3]
- 1995년 4월 1일: 주평~문경 구간 영업 중지[4]
- 1999년 1월 23일: 문경새재-주흘산등산관광열차으로 운행재개.[5]
- 2011년: 완목신호기 중단
- 2018년 4월 30일: 점촌 ~ 주평 화물 취급 중지
- 2019년 4월 17일 : 철도 노선번호 변경에 따라 31401로 변경[6]
- 2024년 11월 30일 : 중부내륙선 편입

## 사진
아래는 현재 남아 있는 문경선의 흔적이다. 아직 선로는 남아 있으나 사실상 사용이 불가능하다.
- 문경선 진남신호소의 가은선 분기점, 점촌역 방향
- 문경선 진남교반, 점촌역 방향
- 문경선 문경오미자테마터널, 문경역 방향
- 문경시 마성면 외어리 외어1길의 문경선 건널목
- 문경시 마성면 오천리, 오천삼거리 부근 마성공단길의 문경선 건널목

## 역 목록
| 역명 | 로마자 역명 | 한자 역명 | 역간거리 (km) | 영업거리 (km) | 접속 노선  | 소재지   | 소재지 | 비고     |
| ---- | ----------- | --------- | ------------- | ------------- | ---------- | -------- | ------ | -------- |
| 점촌 | Jeomchon    | 店村      | 0.0           | 0.0           | 경북선     | 경상북도 | 문경시 |          |
| 주평 | Jupyeong    | 舟坪      | 7.1           | 7.1           |            | 경상북도 | 문경시 | 영업중지 |
| 불정 | Buljeong    | 佛井      | -             | 10.7          |            | 경상북도 | 문경시 | 폐역     |
| 진남 | Jinnam      | 鎭南      | 5.7           | 12.8          | 가은선     | 경상북도 | 문경시 | 영업중지 |
| 신현 | Sinhyeon    | 新峴      | -             | 15.4          |            | 경상북도 | 문경시 | 폐역     |
| 마성 | Maseong     | 麻城      | -             | 17.4          |            | 경상북도 | 문경시 | 폐역     |
| 문경 | Mungyeong   | 聞慶      | 9.5           | 22.3          | 중부내륙선 | 경상북도 | 문경시 |          |

## 문경선의 교통량
- 2006년도 철도통계연보에 따르면, 문경선에 운행하는 정기열차 운행 빈도는 다음과 같다.(단위: 회/일, 작성기준: 편도, 주중)

| 운행구간    | 선로용량 | 일반여객 | 전동차 | 화물열차 | 운행총계 |
| ----------- | -------- | -------- | ------ | -------- | -------- |
| 점촌 - 문경 | 25       | -        | -      | 1        | 1        |

## 향후 전망
문경시에서는 2020년부터 문경선의 폐지를 요청하였다. 그러나 국토교통부에서 차일피일 미루자, 2023년 7월 문경시의회에서 문경선(점촌역-문경역) 폐선 및 부지매각 촉구 건의안을 채택했다.
문경시의 강력한 요구에 국가철도공단은 8월말부터 마무리 단계에 있는 중부내륙선 이천~문경 철도의 신설구간과 중첩되는 지역의 구조물을 먼저 철거하고 조령천 제2교, 남호교, 금곡천교, 봉명통로·마원통로·금곡통로 박스 등 6곳을 철거 대상으로 선정했다. 2024년 1월 17일 국가철도공단 충청본부에서 이번 상반기까지 6개소 철도구조물(교량, 통로박스)을 본격 철거시작하기로 발표했다.
기존 문경선과 경북선 점촌역-김천역 구간을 합쳐 전철로 고속화할 예정이다.

## 같이 보기
- 중부내륙선
- 가은선
- 경북선
- 문경탄전